# Vantmakeri
Ett vantmakeri var en klädesfabrik som vävde tyg. Sådana förlades ofta där energi fanns lätt tillgänglig, vid till exempel en fors. Vantmakare är en ålderdomlig benämning på tillverkare av tyg och textilprodukter. Tillverkningen representerar en tidig industrialisering, under 1500- och 1600-talen.

## Fotnoter
1. ↑  “Konungen hade, år 1560, egna wantmakare på stat, hwilka förarbetade den ull, som föll wid Kungsladugårdarne; men i synnerhet tillwerkades derstädes mycket wadmal, till kläder för legofolk och den lägsta hofbetjeningen.” (Ur Stockholms stads historia från stadens anläggning till närwarande tid, utgiven av Nils Lundequist på Zacharias Hæggströms förlag)